# 祝舜齡
祝舜齡（？—？），字壽卿，號仁斋，直隸常州府無錫縣人，軍籍，明朝政治人物。

## 生平
嘉靖二十二年（1543年）癸卯科應天府鄉試第一百五名舉人。嘉靖三十二年（1553年）中式癸丑科會試第三百三十八名，三甲第二百五十名進士。户部观政，授福建政和知县，升南京户部主事，卒。

## 家族
曾祖祝諒；祖父祝祺；父祝欽，母徐氏。弟祝培龄。